# 牛津 (纽约州)
牛津（英語：Oxford）是位于美国纽约州希南戈县的一个镇，地处希南戈县中南部、诺威奇西南。2010年美国人口普查时，该镇有3901人。此地原先是奥奈达人与塔斯卡洛拉人的领地。1793年，牛津镇从联合镇（现隶属于布鲁姆县）与班布里奇镇分出，正式建立。